# حساء اللحم المفروم
حساء اللحم المفروم هو حساء روماني تقليدي حامض مع كرات اللحم، يحتوي الحساء على كرات اللحم التي تُصنع عادةً من لحم الخنزير المفروم، ويخلط مع الأرز والتوابل ويُسلق في الحساء خضروات مثل البصل والجزر الأبيض والكرفس وغيرها مع سائل حامض أو مسحوق ومزين بالبقدونس، و يقدم عادة مع الكريمة الحامضة والفلفل الحار.